# 小牧橋
小牧橋（こまきばし）は、長野県上田市小牧 - 国分一丁目の千曲川に架かる橋長380.4 m（メートル）の千曲川に架かる上田市道川辺町国分線の桁橋である。長野県上田市の道路橋としてははじめて市道として建設された橋である。

## 概要
- 形式 - 鋼3径間連続鈑桁橋2連+鋼単径間鈑桁橋+単純コンクリート橋
- 活荷重 - 1等橋 (TL-20)
- 橋長 - 380.4 m[1]
  - A1 - P7 - 359.150 m
  - 支間割 - (52.700 m + 53.200 m + 52.700 m) + (54.000 m + 54.500 m + 60.500 m) + 28.750 m（鋼橋部）
- 幅員
  - 総幅員 - 11.000 m
  - 有効幅員 - 10.000 m
  - 車道 - 7.500 m
  - 歩道 - 片側2.500 m
- 床版 - 鉄筋コンクリート
- 総鋼重 - 883.976 t
- 施工 - 三井造船[注釈 1]、横河橋梁製作所[注釈 2]
- 竣工 - 1998年度（平成10年度）
- 架設工法 - トラッククレーンベント工法

## 歴史
朝夕の交通渋滞解消と千曲川左岸からの農作物の輸送支援を目的に上田市により国道18号の国分から長野県道65号上田丸子線の川辺町をまでを結ぶ延長1.2 kmの国分・川辺町線の一部として1981年（昭和56年）10月6日に着工された。橋梁本体は1984年（昭和59年）4月に完成したが、取付道路の用地買収と建設に時間を要し、国分・川辺町線および小牧橋の開通は1985年（昭和60年）5月29日となった。開通当初は上田市内最長の橋であった。

## 周辺
- 信濃国分寺・八日堂
- 信濃国分寺史跡・資料館
- 北陸新幹線
- しなの鉄道線信濃国分寺駅